# Rogny-les-Sept-Écluses
Rogny-les-Sept-Écluses är en kommun i departementet Yonne i regionen Bourgogne-Franche-Comté i norra Frankrike. Kommunen ligger i kantonen Bléneau som tillhör arrondissementet Auxerre. År 2022 hade Rogny-les-Sept-Écluses 699 invånare.

## Befolkningsutveckling
Antalet invånare i kommunen Rogny-les-Sept-Écluses
| Referens: INSEE |